# Draco biaro
Espèce
Draco biaro est une espèce de sauriens de la famille des Agamidae.

## Répartition
Cette espèce est endémique de Biaro dans la province de Sulawesi du Nord en Indonésie.

## Étymologie
Cette espèce est nommée en référence au lieu de sa découverte, Biaro.

## Publication originale
- Lazell, 1987 : A new flying lizard from the Sangihe Archipelago, Indonesia. Breviora, no 488, p. 1-9 (texte intégral).